# Acanthoscurria cursor
Acanthoscurria cursor är en spindelart som beskrevs av Chamberlin 1917. Acanthoscurria cursor ingår i släktet Acanthoscurria och familjen fågelspindlar. Inga underarter finns listade i Catalogue of Life.